# Scheiding van goederen
Het stelsel van de scheiding van goederen (Frans: séparation de biens) is een huwelijksvermogensstelsel uit het Belgische relatievermogensrecht waarbij de echtgenoten elk hun eigen goederen behouden, en er geen gemeenschappelijk vermogen wordt gecreëerd. Wel kunnen de echtgenoten onverdeeldheden aangaan. De andere Belgische huwelijksvermogensstelsels zijn het wettelijk stelsel en de algehele gemeenschap. De scheiding van goederen wordt geregeld in de artikelen 2.3.61 tot 2.3.81 van het Belgische Burgerlijk Wetboek (BW).
De scheiding van goederen is niet te verwarren met de erfrechtelijke scheiding van de boedels (art. 4.99 BW en 39 Hyp.W.).

## Omschrijving
Als in België de echtgenoten geen huwelijksovereenkomst sluiten, zijn zij van rechtswege onderworpen aan het wettelijk stelsel (art. 2.3.12, tweede lid BW). Onder het wettelijk stelsel is er sprake van drie vermogens: het eigen vermogen van iedere echtgenoten en het gemeenschappelijk vermogen (art. 2.3.16 BW). De werking van zulk gemeenschappelijk vermogen kan worden uitgesloten door te kiezen voor het stelsel van de scheiding van goederen. In dat geval behoudt iedere echtgenoot zijn eigen vermogen, zonder dat er tussen hen een gemeenschappelijk vermogen ontstaat.

### Conventionele scheiding van goederen

#### Geen gemeenschappelijk vermogen
Willen de echtgenoten gehuwd zijn onder het stelsel van de scheiding van goederen, dan dienen zij voor een notaris een huwelijksovereenkomst aan te gaan waarin zij het stelsel van de scheiding van goederen op hen van toepassing verklaren.
Opteren voor de scheiding van goederen heeft tot gevolg dat elke echtgenoot zijn eigen vermogen kan alleen beheren, er het genot van kan hebben en erover kan beschikken (art. 2.3.61, tweede lid BW). Anders dan bij het wettelijk stelsel, waar de inkomsten en besparingen toekomen aan het gemeenschappelijk vermogen (art. 2.3.22, §1, 1° BW), blijven deze inkomsten en besparingen eigen goederen van elk van de echtgenoten (art. 2.3.61, tweede lid BW).

#### Wel onverdeeldheden
Niettemin kunnen echtgenoten die zijn gehuwd met scheiding van goederen ook samen goederen aankopen. Zij bevinden zich dan in onverdeeldheid. Wat betreft de roerende goederen voorziet de wet zelfs in een vermoeden van onverdeeldheid. Alle roerende goederen waarvan niet kan worden bewezen dat ze eigendom zijn van een van de echtgenoten, worden immers beschouwd onverdeelde goederen die eigendom zijn van beide echtgenoten (art. 2.3.62, tweede lid BW).
Anders dan bij het wettelijk stelsel, waarbij het gemeenschappelijk vermogen pas kan worden vereffend en verdeeld bij de ontbinding van het stelsel (art. 2.3.43 BW), kunnen echtgenoten gehuwd onder scheiding van goederen te allen tijde de gehele of gedeeltelijke verdeling vorderen van hun onverdeelde goederen (art. 2.3.63 BW). Uitzondering op die regel is de verdeling van de gezinswoning, die slechts kan plaatsvinden met instemming van beide echtgenoten (art. 215, §1 oud BW).

#### Verzachtingen
De echtgenoten kunnen in hun huwelijksovereenkomst de strikte scheiding van goederen naar eigen inzicht verzachten, voor zover zij niets bedingen dat in strijd is met de openbare orde, het dwingend recht of het vereiste van coherentie van hun huwelijksstelsel (art. 2.3.64, §1, eerste lid, samen gelezen met art. 2.3.1 BW). De echtgenoten kunnen bijvoorbeeld de regels over de bewijsvoering of de onverdeeldheden wijzigen, voorzien in een verrekening van de aanwinsten enz. (art. 2.3.64, §1, tweede en derde lid BW).
De echtgenoten kunnen een beding van verrekening van aanwinsten opnemen in hun huwelijksovereenkomst. De artikelen 2.3.65 tot 2.3.77 bieden een wettelijk kader voor zulke bedingen, maar de echtgenoten zijn vrij om hiervan af te wijken. Bijgevolg kunnen zij zelf een overeenkomst sluiten over de verrekenmassa, de verrekensleutel, het verrekentijdstip en de verrekenmodaliteiten. De notaris vermeldt uitdrukkelijk in de huwelijksovereenkomst dat hij ieder van de echtgenoten heeft gewezen op de juridische gevolgen van het opnemen of niet opnemen van een beding van verrekening van aanwinsten (art. 2.3.64, §2 en §3 BW).

### Gerechtelijke scheiding van goederen

#### Procedure
Een echtgenoot of diens wettelijke vertegenwoordiger kan de scheiding van goederen in rechte vorderen, wanneer uit de wanorde in de zaken van de andere echtgenoot, zijn slecht beheer of de verkwisting van zijn inkomsten blijkt dat de instandhouding van het stelsel de belangen van de eisende echtgenoot in gevaar brengt (art. 2.3.78, §1 BW).
Indien de rechter de gerechtelijke scheiding van goederen uitspreekt, dan treedt het vonnis of het arrest van de rechter met terugwerkende kracht in vanaf de dag van de eis (art. 2.3.79, §1 BW). Evenwel zal de beslissing van de rechter zonder gevolg blijven als men geen staat van vereffening heeft opgemaakt binnen het jaar na de inschrijving van het vonnis of het arrest in het centraal register voor huwelijksovereenkomsten (CRH). Men kan de rechter wel verzoeken om deze termijn te verlengen (art. 2.3.79, §2 BW).

#### Rechten van de schuldeisers
De schuldeisers van de echtgenoten hebben niet het recht om de gerechtelijke scheiding van goederen te vorderen, maar kunnen wel tussenkomen in het geding (art. 2.3.78, §2 BW). Zij kunnen tevens verzet doen tegen de vereffening van het stelsel buiten hun aanwezigheid. Daardoor kunnen zij tevens tussenkomen in de vereffeningsprocedure (art. 2.3.80, eerste lid BW). Eens de vereffening definitief is, kunnen zij bovendien opkomen tegen de vereffening als deze tot stand is gekomen met bedrieglijke benadeling van hun rechten. Dat laatste dient evenwel te gebeuren binnen de zes maanden na het verstrijken van de termijn van één jaar waarin de staat van vereffening moest worden opgemaakt  (art. 2.3.80, tweede lid BW).

### Rechterlijke billijkheidscorrectie
Indien de echtgenoten huwen met scheiding van goederen, dan kunnen zij in hun huwelijksovereenkomst de mogelijkheid opnemen om een rechterlijke billijkheidscorrectie toe te passen. In uitzonderlijke gevallen kan de familierechtbank dan een vergoeding toekennen aan de ene echtgenoot ten laste van de andere echtgenoot als de scheiding van goederen wegens gewijzigde omstandigheden zou leiden tot manifest onbillijke gevolgen zou leiden (art. 2.3.81 BW).

## Geschiedenis
Het stelsel van de scheiding van goederen was oorspronkelijk geregeld in de artikelen 1466 tot 1474/1 van het Oud Burgerlijk Wetboek. In 2022 werden deze regels overgeheveld naar boek 2, titel 3 'Relatievermogensrecht' van het Burgerlijk Wetboek.
- Biblioteca Nacional de España: XX529193
- Gemeinsame Normdatei: 4158526-4